# Ferdinando Giuseppe Antonelli
Ferdinando Giuseppe Antonelli OFM (ur. 14 lipca 1896 w Subbiano, zm. 12 lipca 1993 w Rzymie) – włoski duchowny katolicki, franciszkanin, kardynał, wysoki urzędnik Kurii Rzymskiej.

## Życiorys
W 1909 wstąpił do zakonu braci mniejszych we Florencji, profesję uroczystą w zakonie złożył 7 kwietnia 1914. Święcenia prezbiteratu przyjął 25 lipca 1922 w Rzymie. Uczestniczył w obradach Soboru watykańskiego II w latach 1962–1965 jako ekspert. 26 stycznia 1965 mianowany sekretarzem Kongregacji ds. Kultu Bożego i Dyscypliny Sakramentów. 19 lutego 1966 otrzymał nominację na arcybiskupa tytularnego Idicry, zaś sakrę biskupią przyjął 19 marca 1966 w bazylice św. Piotra w Watykanie z rąk papieża Pawła VI. 7 maja 1969 przeniesiony na sekretarza w Kongregacji spraw Kanonizacyjnych. Na konsystorzu 5 marca 1973 papież Paweł VI wyniósł go do godności kardynalskiej z tytułem kardynała-diakona San Sebastiano al Palatino. 2 lutego 1983 został promowany do rangi kardynała-prezbitera San Sebastiano al Palatino. Zmarł 12 lipca 1993 w Rzymie. Pochowano go w kaplicy piety we franciszkańskim sanktuarium w La Vernie.
Od 4 września 1991 był najstarszym żyjącym kardynałem po śmierci kardynała Henriego de Lubaca.